# Бернська конвенція про охорону літературних і художніх творів

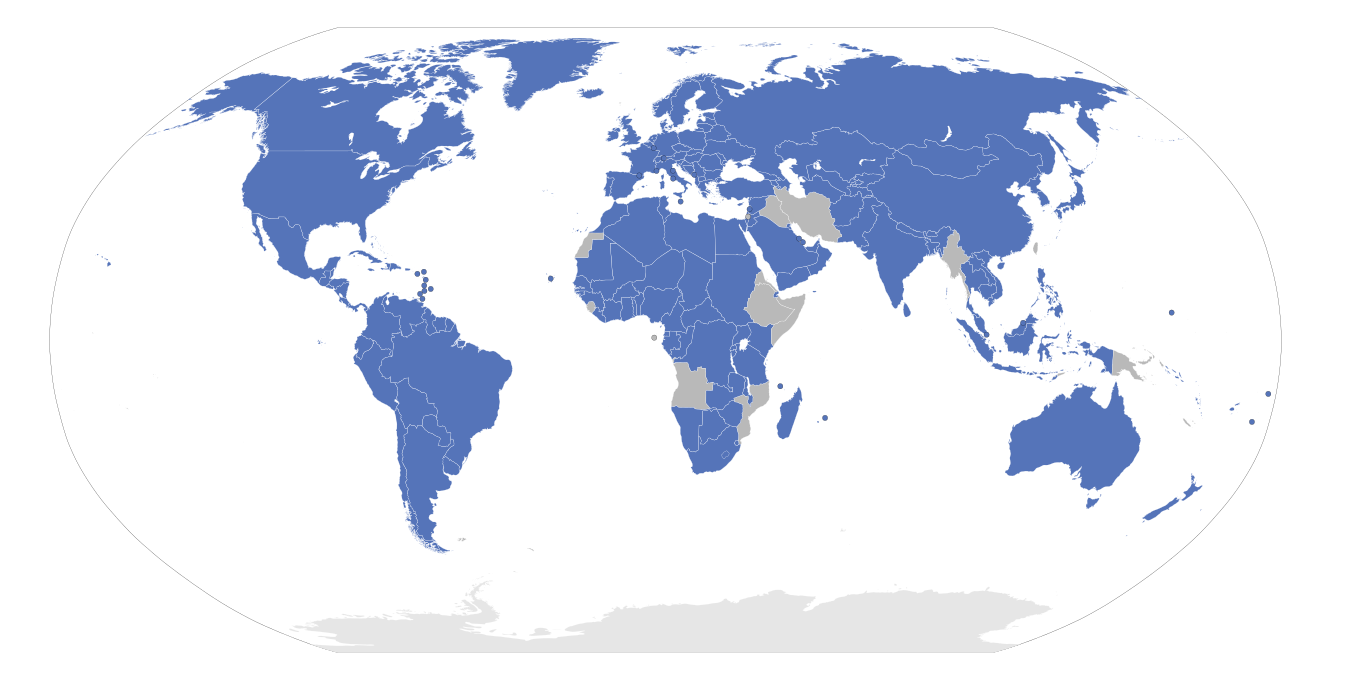
Країни, що є членами Бернської конвенції (виділені синім кольором)

Бернська конвенція про охорону літературних і художніх творів (англ. Berne Convention for the Protection of Literary and Artistic Works) підписана 9 вересня 1886 року у Берні є міжнародною угодою щодо авторського права.

## Історія
Ця конвенція була розроблена за участю Віктора Гюґо та його «Міжнародної Асоціації Літератури та Мистецтва» під впливом французького «права автора» (англ. right of the author, фр. droit d'auteur), що розбігається із англо-саксонською концепцією авторського права, яка торкалась тільки економічних аспектів. За Бернською конвенцією, авторське право на творчу працю не повинно декларуватися, бо воно автоматично є діючим з моменту створення твору. Таким чином, автору не треба реєструвати, подавати будь-які заяви про авторське право у країнах, що прийняли цю конвенцію. Як тільки твір зафіксовано на будь-якому фізичному носії, його автор автоматично стає власником всіх авторських прав на цей твір та будь-які похідні твори до тих пір, доки він сам явно не відмовиться від них, або доки не закінчиться строк дії авторського права.
Перед прийняттям Бернської конвенції, національні відомства з авторського права захищали права на поданий твір тільки всередині країни. Таким чином, твір, опублікований у Лондоні британським громадянином є захищеним авторським правом на території Великої Британії, та водночас може бути вільно скопійований та проданий будь-ким у Франції, та навпаки.
Бернська конвенція пішла по стопах Паризької конвенції 1883 року, що так само створила умови для міжнародної інтеграції інших видів об'єктів права інтелектуальної власності: патентів, торговельних марок та промислових зразків.
Так само, як Паризька конвенція, Бернська утворила бюро, що виконувало адміністративні задачі. У 1893 році два цих маленьких бюро об'єдналися та утворили Об'єднане міжнародне бюро з захисту інтелектуальної власності (відоміше за своїм французьким акронімом «БІРПІ» (фр. BIRPI), розташоване у Берні. У 1960 році, БІРПІ переїхало з Берну до Женеви, щоби бути ближче до Організації об'єднаних націй (ООН) та інших міжнародних організацій цього міста. 1967 року БІРПІ змінило назву на ВОІВ, Всесвітню організацію інтелектуальної власності, що, починаючи з 1974 року, є організацією, підпорядкованою ООН.
За станом на грудень 2014, 168 країни є членами Бернської конвенції.

## Зміст
Бернська конвенція вимагає, щоб усі сторони, що її підписали, враховували авторські права на твори авторів з інших країн-учасниць конвенції (відомих як члени Бернського союзу) так само, як вони враховують авторські права своїх власних громадян. Це значить, що, наприклад, французьке авторське право є дійсним для будь-яких опублікованих або виконаних творів у Франції, незалежно від того, де цей твір був створений.
У доповнення до заснування системи рівного співвідношення авторського права у країнах-учасницях, угода також потребує, щоб країни-члени забезпечили виконання «мінімальних» стандартів у сфері авторського права.
Авторське право за Бернською конвенцією повинно набуватись автором автоматично, тобто воно не потребує формальної реєстрації. Тут треба зазначити, що хоча Сполучені Штати Америки приєдналися до конвенції у 1988 році, вони продовжують компенсувати авторські збитки та виплачувати авторську винагороду тільки за твори, що є зареєстрованими.
Бернська конвенція зазначає, що всі твори, за виключенням фотографічних та кінематографічних, повинні захищатися авторським правом щонайменш 50 років з моменту смерті автора, але дозволяє країнам-членам забезпечувати такий захист і на більший строк. Для фотографічних творів Бернська конвенція встановила мінімальний строк правового захисту рівний 25 рокам від року створення фотографії, а також для кінематографічних творів мінімальний строк у 50 років від першого показу, або 50 років від створення, якщо його не було показано у цей період.
Хоча Бернська конвенція проголошує, що для твору є дійсним авторське право країни, де вимагається охорона, стаття 7.8 зазначає, що «проте, якщо законодавством цієї країни не передбачено інше, цей строк не може бути тривалішим, ніж строк, встановлений у країні походження твору», тобто автор не отримує довшої охорони за кордоном ніж удома, навіть якщо закордонне законодавство надає довший строк охорони. Це правило широко відоме як «правило коротшого строку». Не всі країни прийняли це правило.